# Rezolucija Vijeća sigurnosti UN-a 1629
Rezolucijom Vijeća sigurnosti UN-a 1629, jednoglasno usvojenom 30. rujna 2005., nakon razmatranja Statuta Međunarodnog kaznenog suda za bivšu Jugoslaviju (ICTY), Vijeće je odlučilo da sutkinja Christine Van Den Wyngaert može sudjelovati u predmetu Mile Mrkšić, prije nego što započne njen mandat stalnog suca Tribunala.
Wyngaertu je mandat trebao početi 17. studenog 2005., a slučaj Mrkšić 3. listopada 2005.

## Vanjske poveznice
| Wikizvor | Engleski Wikizvor ima izvorni tekst na temu: United Nations Security Council Resolution 1629 |

- Text of the Resolution at undocs.org